# Лисицын, Андрей Борисович
Андрей Борисович Лисицын (род. 16 апреля 1945 года, Орловская область) — российский учёный в области технологии мяса и мясных продуктов.
Академик РАН (2013, РАСХН с 2001), член Президиума РАН с 2014 года, в 2009—2014 гг. вице-президент Россельхозакадемии, доктор технических наук (1997?8), профессор. В 1992—2017 гг. директор Всероссийского научно-исследовательского института мясной промышленности им. В. М. Горбатова (ВНИИМП), ныне научный руководитель ФНЦ пищевых систем им. В. М. Горбатова РАН.
Лауреат Государственной премии Российской Федерации (1999). Заслуженный деятель науки Российской Федерации (2013).

## Биография
Родился в д. Кулеши Орловской области.
Окончил Московский технологический институт мясной и молочной промышленности — ныне Московский государственный университет пищевых производств (1968).
В 1968—1972 годах работал на Могилёвском мясокомбинате, достиг должности главного метролога. В 1972—1975 гг. аспирант в альма-матер. В 1976—1978 гг. главный инженер Слуцкого мясокомбината. С 1978 г. главный инженер, в 1985—1986 гг. директор Жлобинского мясокомбината. С 1986 г. заместитель, с 1992 г. директор Всероссийского научно-исследовательского института мясной промышленности им. В. М. Горбатова (по 2017).
Ныне[когда?] научный руководитель ФНЦ пищевых систем им. В. М. Горбатова РАН.
Член учёного совета альма-матер.
Председатель диссертационного совета ДМ 006.021.01, член диссертационного совета Д 212.035.04. Подготовил 6 докторов и 15 кандидатов наук.
Входит в состав Высшей аттестационной комиссии.
Член кадровой комиссии РАН и Экспертного совета Отделения сельскохозяйственных наук РАН. Председатель Технического Комитета по стандартизации «Мясо и мясная продукция».
Главный редактор журналов «Всё о мясе», «Теория и практика переработки мяса», «Рынок мяса и мясных продуктов», член редколлегий журналов «Мясная индустрия», «Хранение и переработка сельхозсырья», «Хранение и переработка сельскохозяйственного сырья», «Пищевая промышленность», «Технология мяса» (Сербия).
Председатель организационного комитета ХI Международного биотехнологического форума-выставки «РосБиоТех—2017» (Москва, май 2017).
На отраслевом совещании мясопереработчиков (2017) академик А. Б. Лисицын выступал с научным докладом, в котором показал, что вопрос «о связи потребления красного мяса с возникновением серьёзных заболеваний» в большей степени надуман.
Отмечая, что многие болезни «в основном связаны с недостатком в продуктах питания необходимых для человека витаминов и микроэлементов», А. Б. Лисицын указывает, что «огромное внимание должно уделяться разработке и развитию отечественного производства пищевых ингредиентов, продуктов функционального назначения, специализированных лечебных и профилактических продуктов».
Он опровергает информацию о негативном влиянии на здоровье молока, которое называет одним из самых ценных продуктов питания.

## Награды
- Награждён орденом Почёта (2006), медалью «В память 850-летия Москвы» (1997?8).
- Почётная грамота Президента Российской Федерации (5 февраля 2024 года) — за заслуги в развитии отечественной науки, многолетнюю плодотворную деятельность и в связи с 300-летием со дня основания Российской академии наук[8].

## Научные труды
Опубликовал более 600 научных трудов, также за рубежом, в том числе 18 монографий.

## Семейные связи
Внук академика ВАСХНИЛ Лисицына Петра Ивановича.
Племянник академика РАН Лисицына Александра Петровича.